# Горобинци
Горобинци (мкд. Горобинци) су насеље у Северној Македонији, у средишњем делу државе. Горобинци су село у саставу општине Свети Никола.

## Географија
Горобинци су смештени у средишњем делу Северне Македоније. Од најближег града, Штипа, насеље је удаљено 35 km северозападно.
Насеље Горобинци се налази у историјској области Овче поље. Село је смештено у северозападном делу поља, на месту где се из поља издижу источне падине Градиштанске планине. Надморска висина насеља је приближно 440 метара.
Месна клима је умерено континентална.

## Становништво
Горобинци су према последњем попису из 2002. године имали 820 становника.
Већинско становништво су етнички Македонци (99%), а остало су махом Срби. До почетка 20. века искључиво становништво у селу били су Турци.
Претежна вероисповест месног становништва је православље.